# La Motte-Ternant
La Motte-Ternant è un comune francese di 170 abitanti situato nel dipartimento della Côte-d'Or nella regione della Borgogna-Franca Contea.

## Società

### Evoluzione demografica
Abitanti censiti